# Utopía 2 (extended play)
Utopía 2 es el primer EP de la cantautora mexicana Belinda.

## Información
El EP contiene 3 canciones en inglés y una en español. Fue lanzado en tiendas digitales el 25 de septiembre de 2007. El material fue lanzado para promocionar el relanzamiento del álbum, bajo el nombre de Utopía 2.

## Canciones
| N.º   | Título                  | Escritor(es)                                               | Duración |  |
| 1.    | «Takes One To Know One» | Robert Habolin, Marcus Sepehrmanesh                        | 3:55     |  |
| 2.    | «If We Were»            | Shelly Peiken, Greg Wells                                  | 3:25     |  |
| 3.    | «End Of The Day»        | Mitch Allan, Kara DioGuardi                                | 3:45     |  |
| 4.    | «Es De Verdad»          | Reyli Barba Arrocha, Karen Juantorena Foyo, Diego González | 3:36     |  |
| 14:41 |                         |                                                            |          |  |